# Victoria line

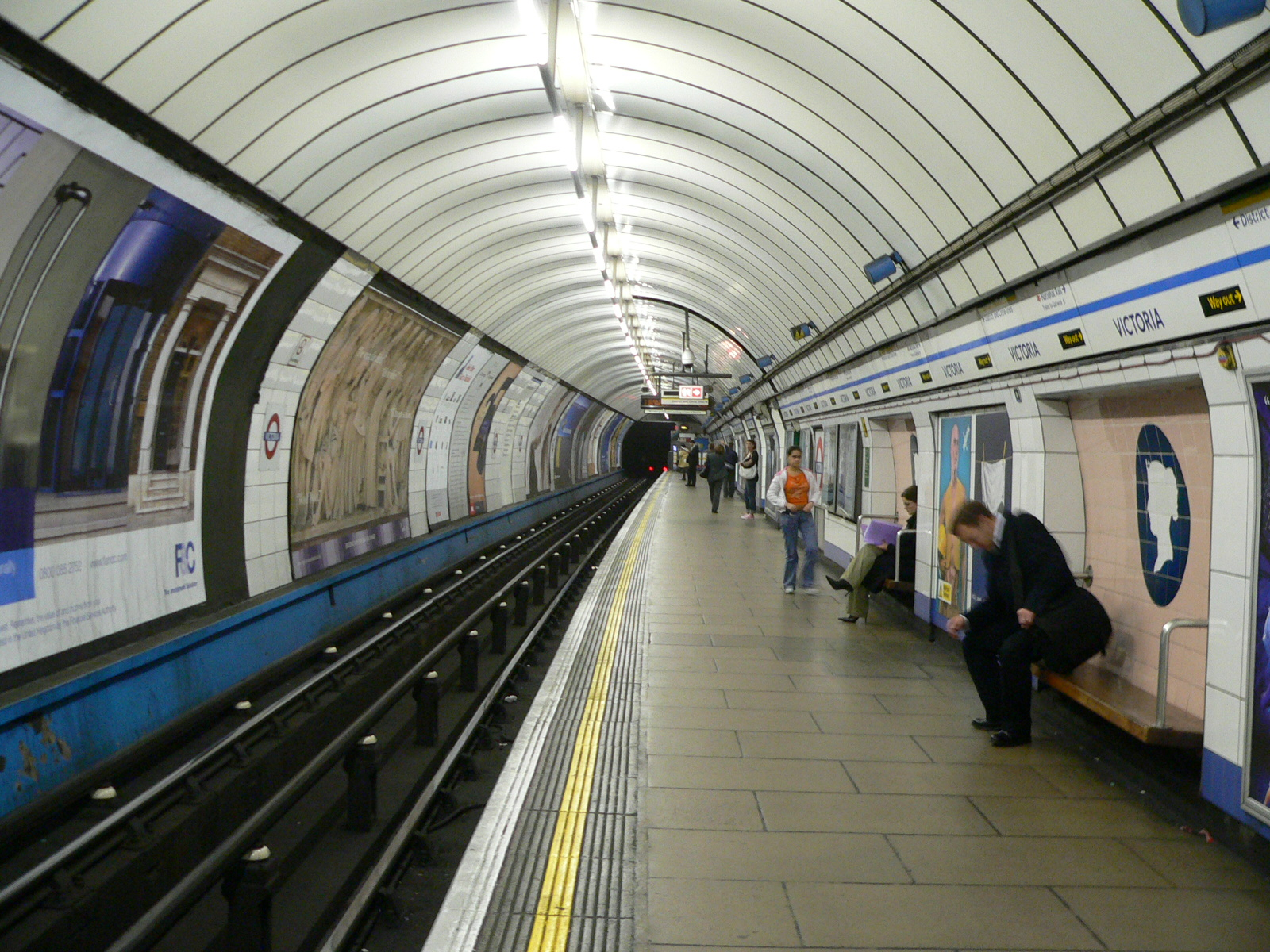
Perron van station Victoria. Alle perrons van de Victoria Line zijn versierd met tegeltableaus waarop de naam van het station wordt uitgebeeld. Op deze foto is dat - uiteraard - het profiel van Koningin Victoria (uiterst rechts op de foto).

De Victoria line is een lijn van de Londense metro. De lijn heeft een lengte van 21 km, loopt van Walthamstow in het noordoosten naar Brixton in het zuiden van de stad en wordt op kaarten aangeduid met de kleur lichtblauw (→ kaart). De Victoria line werd geopend in 1968 en valt onder de categorie "deep-level", wat wil zeggen dat de lijn diepliggende geboorde tunnels gebruikt.
De lijn werd gebouwd om met name de Piccadilly line te ontlasten. De route van de Victoria line werd zo gekozen dat er een maximaal aantal overstappunten ontstond. De lijn kent dan ook maar één station waar niet op enige andere metro- of spoorlijn kan worden overgestapt: station Pimlico. Er werd voor een grote afstand tussen de stations gekozen om de treinen snelheid te laten opbouwen.
De benaming "Victoria line" is ontleend aan Victoria Station, een van de belangrijkste stations op de route, nadat eerdere namen als "Walvic Line" ("Wal"thamstow + "Vic"toria) en "Viking Line" waren verworpen.

## Geschiedenis
Als eerste werd het noordoostelijke traject Walthamstow Central - Highbury & Islington in gebruik genomen. De dienst begon zonder feestelijk vertoon op zondag 1 september 1968. Drie maanden later, op 1 december 1968, werd het tracé van Highbury & Islington naar Warren Street in het centrum van Londen geopend. De officiële openingsceremonie vond pas plaats op 7 maart 1969, toen de naam van de lijn zin kreeg door het bereiken van Victoria Station. De lijn werd voltooid op 23 juli 1971 met de verlenging naar Brixton, op de zuidoever van de Theems. Station Pimlico werd pas op 14 september 1972 toegevoegd.

## Overstapstations
Een aantal stations op de route van de Victoria line werd opnieuw ingericht om een cross-platform-overstap mogelijk te maken. In sommige gevallen werden de perrons van deze lijn aan weerszijden van het bestaande station geplaatst. In andere gevallen ging de Victoria line een van de oude perrons gebruiken, waarbij de reeds bestaande lijn een nieuw perron kreeg. Een cross-platform-overstap werd gecreëerd op de stations Euston, Stockwell, Oxford Circus, Highbury & Islington en Finsbury Park.

## Materieel
De dienst op de Victoria line wordt uitgevoerd met 47 treinen van de Type 2009. De treinen bestaan steeds uit twee gekoppelde vierrijtuigtreinen, wat een totaal van acht rijtuigen oplevert. De lijn is al sinds de opening voorzien van "automatic train operation" (ATO), waardoor de bestuurder slechts een startbevel hoeft te geven. Daarna sluiten de deuren en rijdt de trein automatisch naar het volgende station.
Op 30 juni 2011 deed voor het laatst een trein van Type 1967 dienst. Daarna is de beveiliging gemoderniseerd.
Onderhoud aan de treinen wordt uitgevoerd in het depot Northumberland Park, dat via een verbindingsspoor bij station Seven Sisters bereikt kan worden. Dit is de enige plek waar het materieel van de Victoria line boven de grond komt.

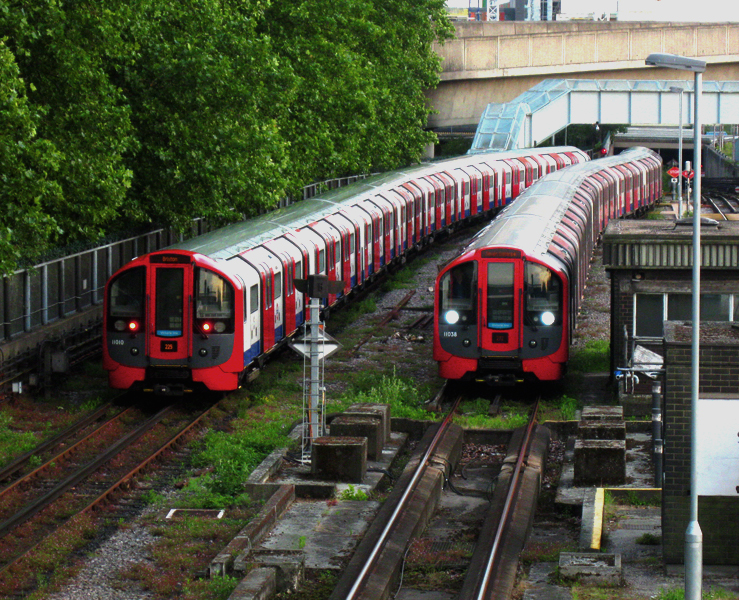
Depot Northumberland Park met Type 2009
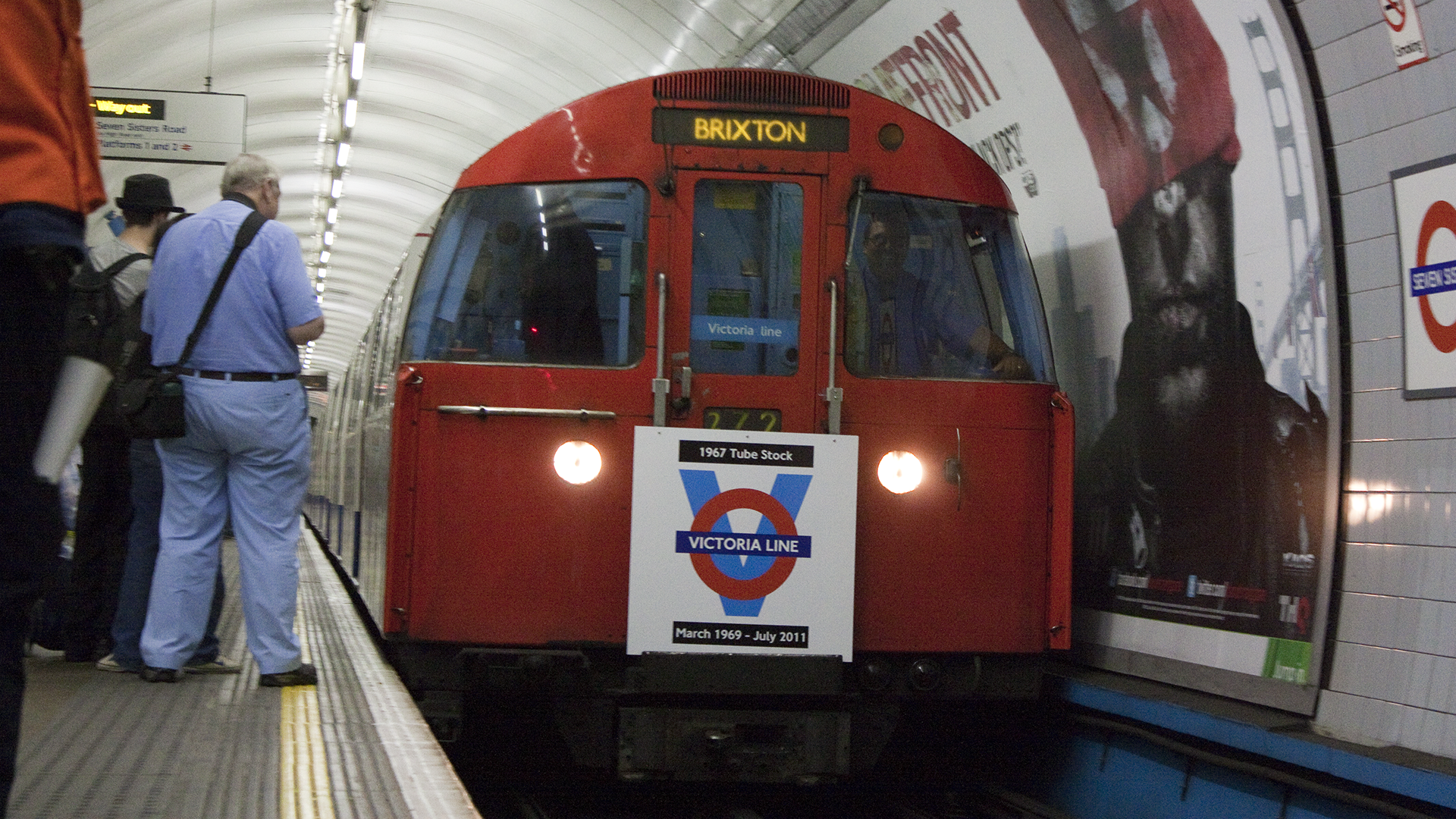
Afscheidsrit van materieel type 1967
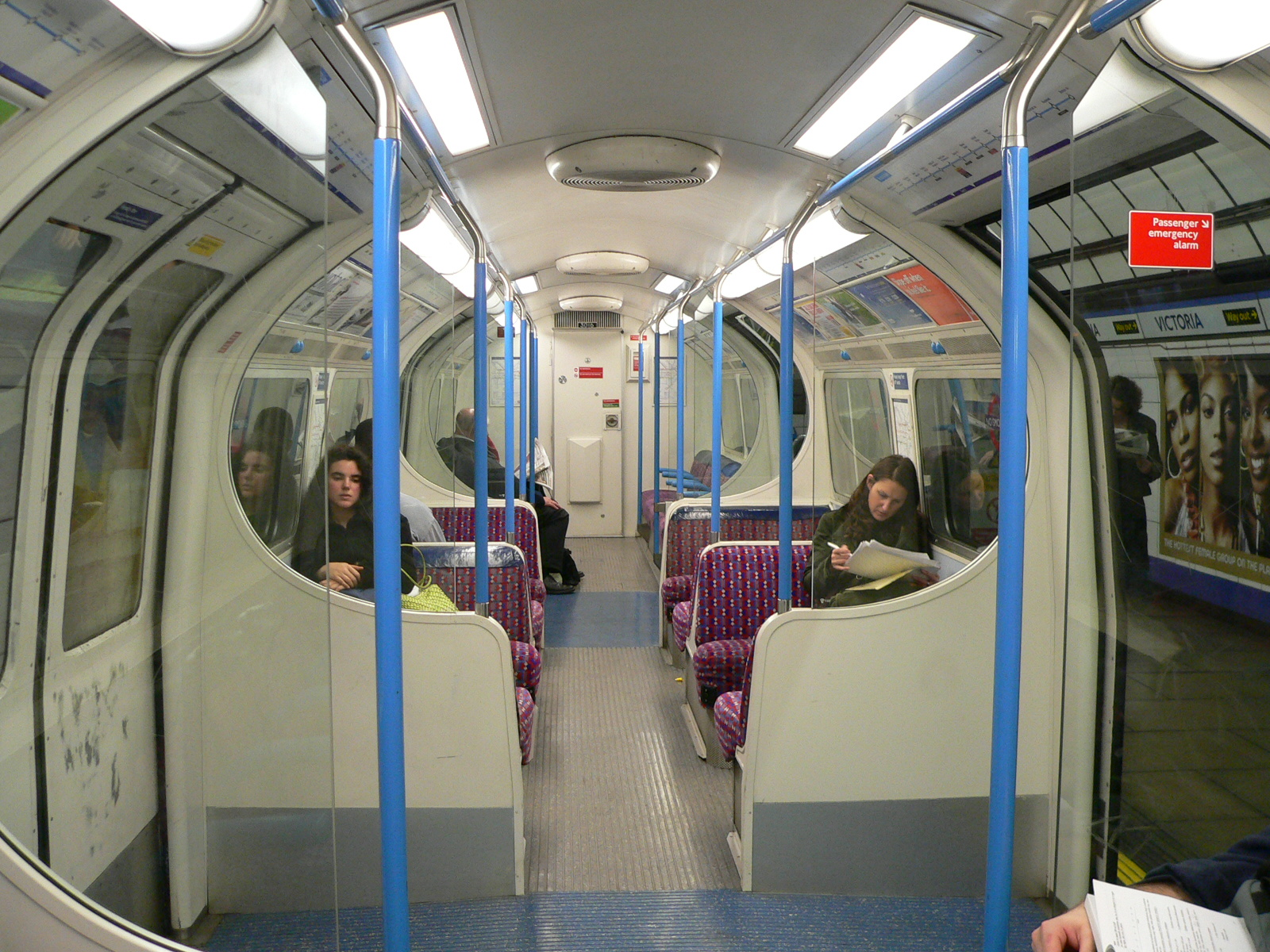
Interieur van materieel type 1967

## Stations
| Hoofdlijn                | Overstappunt | Foto * | Type                 | Geopend           | Ligging                       | Opmerkingen |
| ------------------------ | ------------ | ------ | -------------------- | ----------------- | ----------------------------- | --- |
| Walthamstow Central      |              | 1 !    | Dubbelgewelfdstation | 1 september 1968  | 51° 34′ 59″ NB, 0° 01′ 11″ WL | Tegelwerk: Een tapijt van William Morris, een ontwerper die werd geboren in Walthamstow                                                                         |
| Blackhorse Road          |              | 2 !    | Dubbelgewelfdstation | 1 september 1968  | 51° 35′ 13″ NB, 0° 2′ 29″ WL  | Tegelwerk: Het zwarte paard |
| Tottenham Hale           |              | 3 !    | Dubbelgewelfdstation | 1 september 1968  | 51° 35′ 18″ NB, 0° 3′ 36″ WL  | Tegelwerk: Voetveer, als verwijzing naar Haul (overtocht) of Hail (het roepen van de veerman)                                                                   |
| Seven Sisters            |              | 4 !    | Dubbelgewelfdstation | 1 september 1968  | 51° 34′ 56″ NB, 0° 4′ 31″ WL  | Tegelwerk: De zeven iepen (Seven Sisters) die tegenover Seven Sisters Road stonden waar deze uitkomt op Tottenham High Street, vlak ten zuiden van het station. |
| Finsbury Park            |              | 5 !    | Dubbelgewelfdstation | 1 september 1968  | 51° 33′ 52″ NB, 0° 6′ 22″ WL  | Tegelwerk: Pistolen die verwijzen naar de duels die werden uitgevochten in de Finsbury Fields toen die nog buiten de stad lagen                                 |
| Highbury & Islington     |              | 6 !    | Dubbelgewelfdstation | 1 september 1968  | 51° 32′ 45″ NB, 0° 6′ 18″ WL  | Tegelwerk: Het gesloopte kasteel High Bury |
| King's Cross St. Pancras |              | 7 !    | Dubbelgewelfdstation | 1 december 1968   | 51° 31′ 49″ NB, 0° 7′ 27″ WL  | Tegelwerk: De koningskronen als een kruis |
| Euston                   |              | 8 !    | Dubbelgewelfdstation | 1 december 1968   | 51° 31′ 44″ NB, 0° 8′ 5″ WL   | Tegelwerk: De ingang van Euston Station tussen 1837 en 1962 |
| Warren Street            |              | 9 !    | Dubbelgewelfdstation | 1 december 1968   | 51° 31′ 29″ NB, 0° 8′ 18″ WL  | Tegelwerk: Doolhof (en: Warren) |
| Oxford Circus            |              | 10 !   | Dubbelgewelfdstation | 7 maart 1969      | 51° 30′ 55″ NB, 0° 08′ 30″ WL | Tegelwerk: Oxford Circus (witte O), met de metrolijnen als gekleurde bollen in de lijnkleuren rood, bruin en lichtblauw.                                        |
| Green Park               |              | 11 !   | Dubbelgewelfdstation | 7 maart 1969      | 51° 30′ 25″ NB, 0° 08′ 34″ WL | Tegelwerk: Green Park van boven |
| Victoria                 |              | 12 !   | Dubbelgewelfdstation | 7 maart 1969      | 51° 29′ 42″ NB, 0° 08′ 37″ WL | Tegelwerk: Koningin Victoria |
| Pimlico                  |              | 13 !   | Dubbelgewelfdstation | 14 september 1972 | 51° 29′ 22″ NB, 0° 07′ 60″ WL | Tegelwerk: Moderne kunst in Tate Britain |
| Vauxhall                 |              | 14 !   | Dubbelgewelfdstation | 23 juli 1971      | 51° 29′ 9″ NB, 0° 7′ 23″ WL   | Tegelwerk: Vauxhall Gardens |
| Stockwell                |              | 15 !   | Dubbelgewelfdstation | 23 juli 1971      | 51° 28′ 21″ NB, 0° 7′ 20″ WL  | Tegelwerk: De zwaan als verwijzing naar de Pub The Swan naast het station                                                                                       |
| Brixton                  |              | 16 !   | Dubbelgewelfdstation | 23 juli 1971      | 51° 27′ 46″ NB, 0° 6′ 52″ WL  | Tegelwerk: Gestapelde bakstenen (brickston) |

* De sorteerwaarde van de foto is de ligging langs de lijn